# Gesteeld mosoortje
Het gesteeld mosoortje (Arrhenia spathulata) is een schimmel behorend tot de familie Hygrophoraceae. Het is een trechtervormig paddenstoeltje dat groeit op droge zandgronden van de late herfst tot en met maart. Het leeft als necrofiele parasiet op het groot duinsterretje (Syntrichia ruralis var. arenicola).

## Kenmerken

### Uiterlijke kenmerken
Hoed
De hoed is onregelmatig schelpvormig, grijsbruin, hygrofaan, doorzichtig en vaak gelobd. De diameter is 10 tot (zelden) 20 mm.
Lamellen
De lamellen bestaan uit plooien die aflopen op de steel. Ze zijn van gelijke kleur als de hoed.
Steel
De steel is trechtervormig, dezelfde kleur als de hoed, of iets lichter. De lengte is 10 tot 30 mm. Aan de steel hangt de zwam met de opening naar beneden aan het substraat.
Sporenprint
De sporenprint is wit, crème tot geelachtig.

### Microscopische kenmerken
De basidia zijn cilindrisch tot knotsvormig, 4-sporig en meten 28–37 × 4–8 μm. De sterigmata zijn gebogen en 4–7 μm lang. De sporen zijn ellipsoïde of traanvormig, hyaliene, inamyloïde en meten 7–10 × 4–5,5–6 μm. Er zijn geen cystidia en het heeft geen gespen aan de hyfen.

## Verspreiding
Het gesteeld mosoortje komt in Europa wijdverspreid voor langs de Atlantische kust. In Nederland en België vooral in de duinen aan de Noordzee. De soort is niet bedreigd en staat niet op de rode lijst.

## Foto's

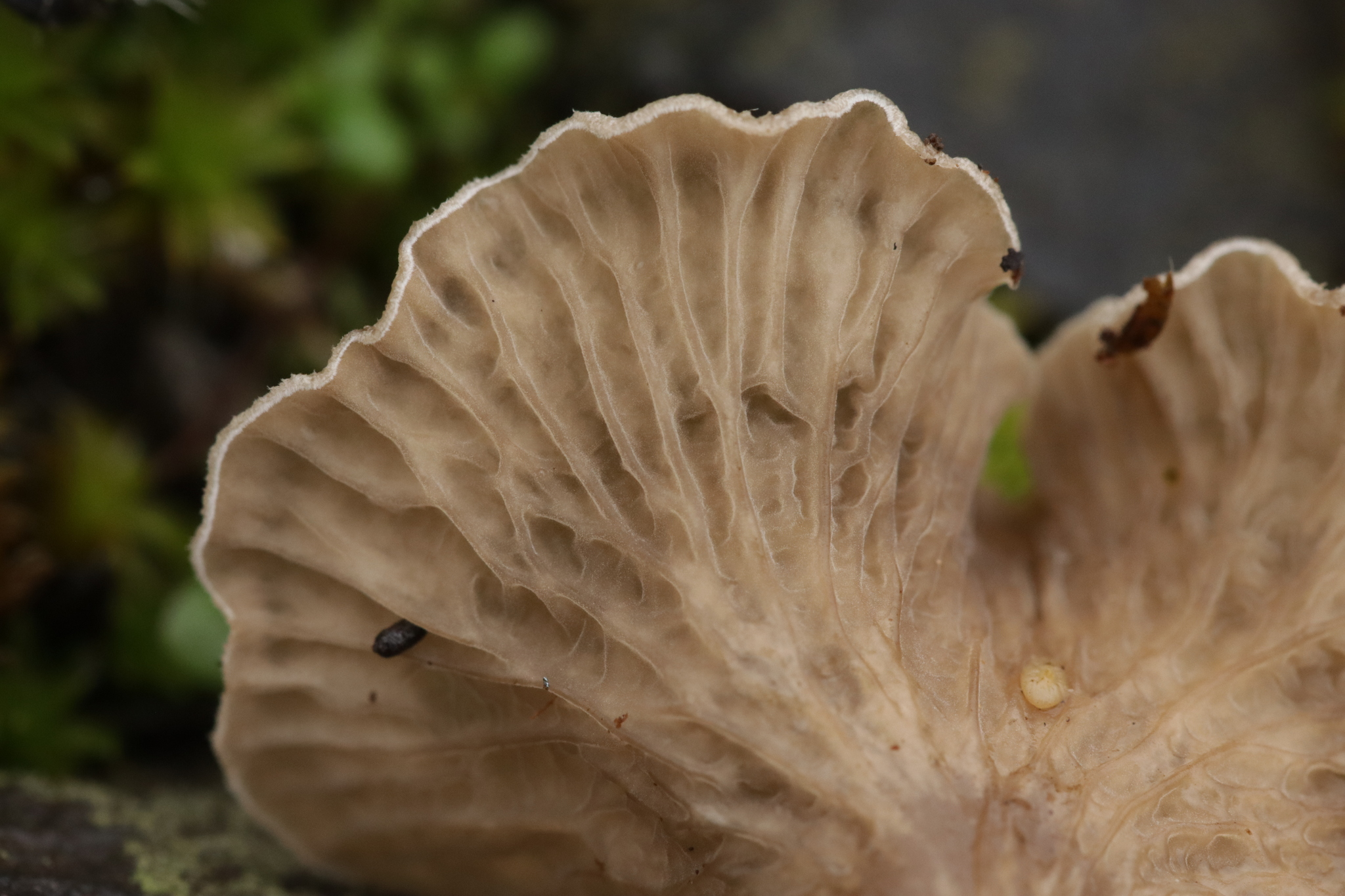
Geaderde onderkant
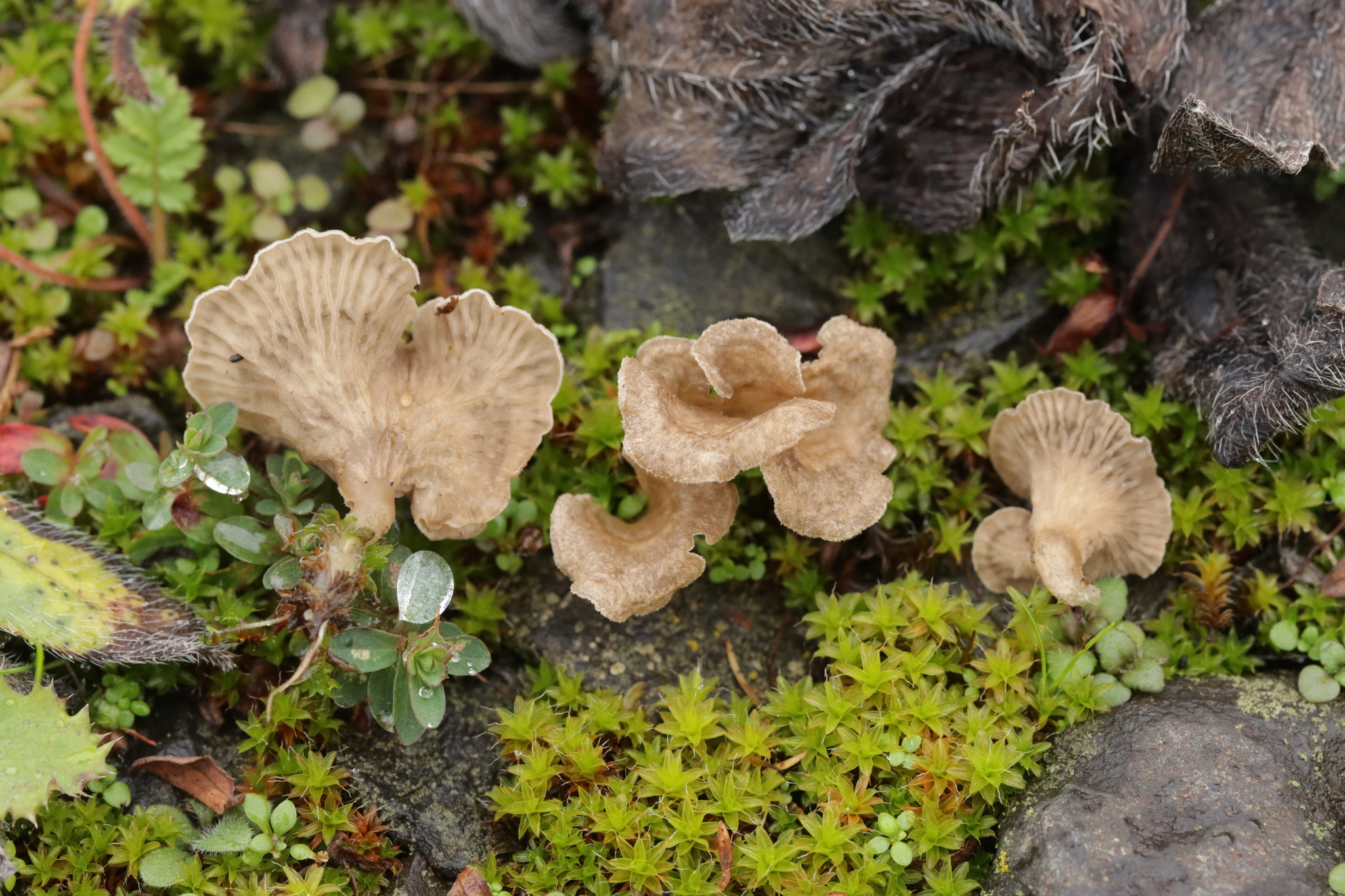
Habitat met een groepje exemplaren
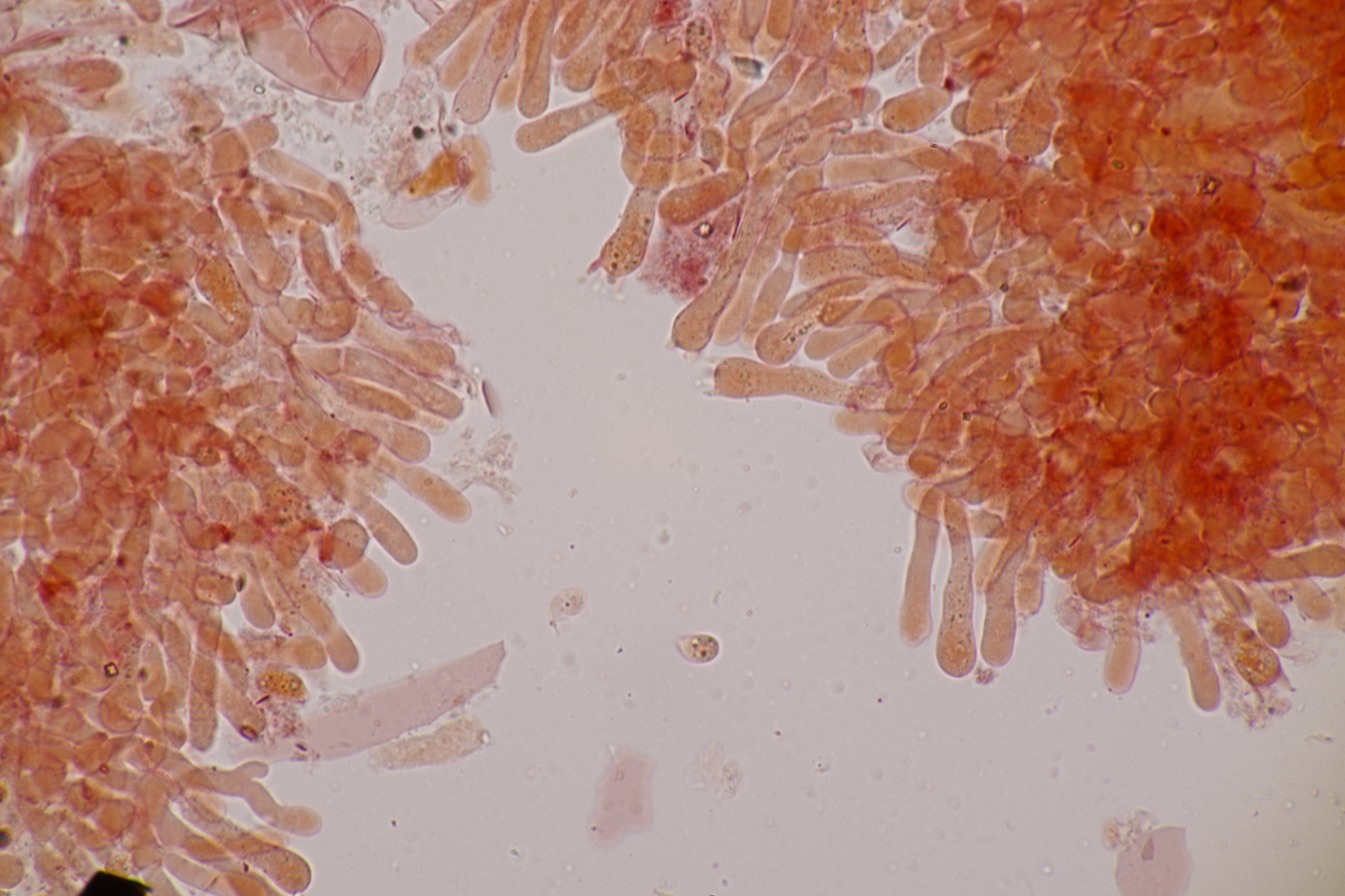
Basidia
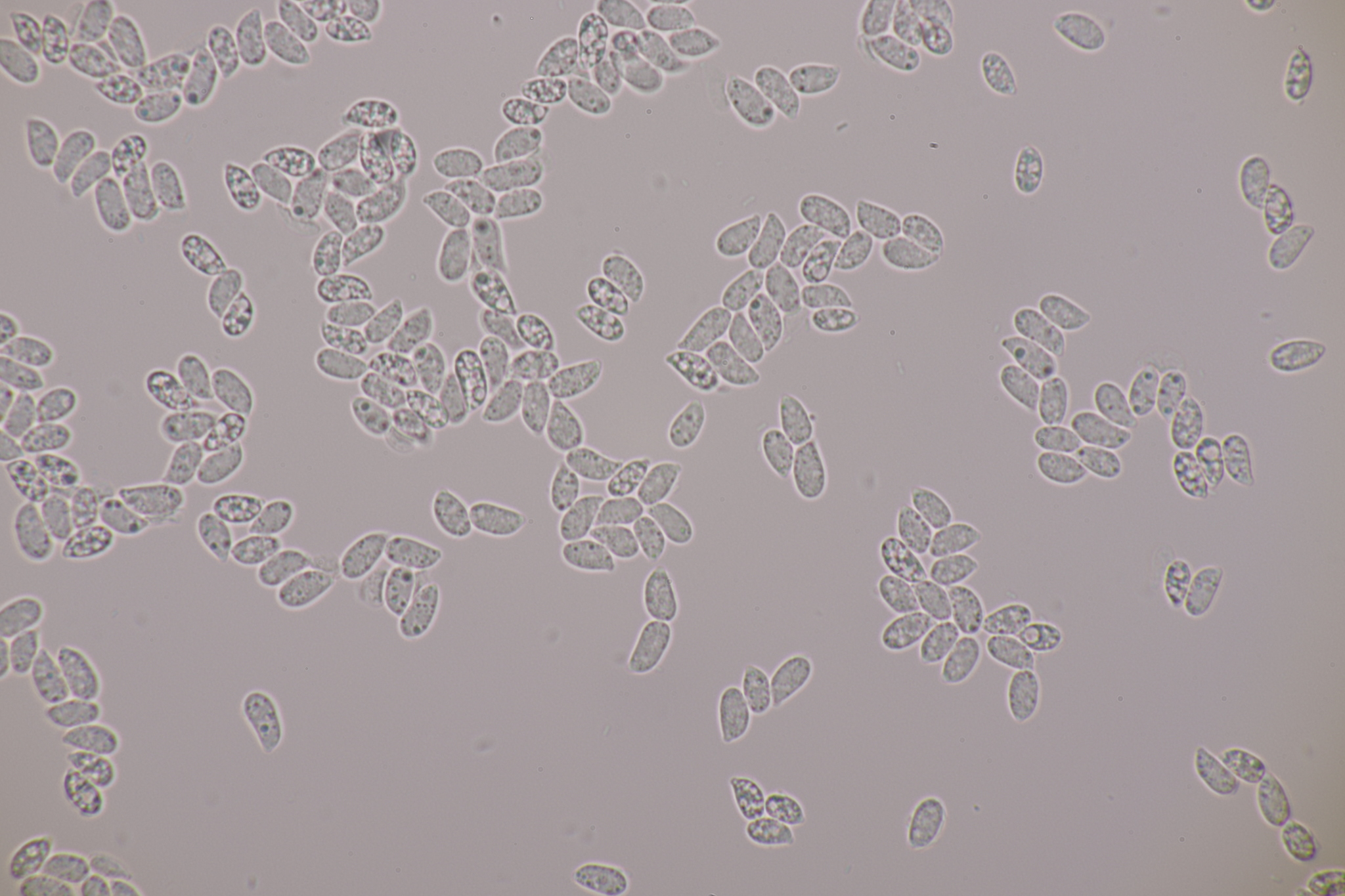
Sporen